# Opération Claw-Eagle 2
Conflit kurde en Turquie
L'opération Claw-Eagle 2 (turc : Pençe Kartal-2 Harekatı) est une opération aérienne et terrestre lancée le 10 février 2021 par les forces armées turques contre le Parti des travailleurs du Kurdistan (PKK) dans la province de Dahuk, en région autonome kurde, au nord de l'Irak. Selon la Turquie, l'opération a été lancée pour sécuriser la frontière entre la Turquie et l'Irak, pour éliminer le PKK dans la région et pour sauver les otages turcs détenus par le PKK.

## Contexte
En janvier 2021, avant l'opération, le ministre turc de la Défense nationale Hulusi Akar s'est rendu à la fois dans le Kurdistan autonome et dans la capitale irakienne Bagdad pour annoncer que la Turquie avait l'intention d'éliminer le PKK d'Irak et de rechercher la coopération des deux gouvernements. La Turquie avait antérieurement lancé de multiples opérations militaires contre le PKK (en) dans la région.

## Opération
L'opération visait une zone de 75 kilomètres sur 25 dans les Monts Gara, zone de transit entre Irak et Turquie pour les combattants du PKK, à environ 50 kilomètres au nord-est de la ville de Duhok. L'armée de l'air turque, utilisant des avions de combat et des hélicoptères d'attaque, a lancé des frappes aériennes à 2 h 55 et affirme avoir simultanément détruit plus de 50 cibles du PKK dans la zone qui comprend 6 villages, y compris des abris anti-aériens, des dépôts de munitions et des quartiers généraux. Un maire local a contesté cette affirmation et affirmé que les frappes aériennes n’avaient endommagé que des vignobles et autres champs agricoles. Les civils des localités visées, principalement des agriculteurs, ont tous évacué avant les frappes aériennes, tandis que de nombreux animaux ont été laissés à leur sort.
Après les frappes aériennes, l'attaque au sol a commencé à 4 h 55 alors que des commandos turcs étaient parachutés près du village de Siyanê et engagés dans des combats contre des militants des Forces de défense du peuple (HPG). Trois soldats turcs ont été tués et trois autres ont été blessés pendant l'affrontement initial. Les affrontements ont continué le jour suivant. Le troisième jour, les troupes turques appuyées par des frappes aériennes ont atterri à partir d'hélicoptères, ont pénétré dans le bunker à haute protection des Monts Gara et ont capturé deux chasseurs du HPG lors des combats, six autres étant tués sans trop avoir tenté de fuir la zone. Le ministère turc de la Défense affirme que ses troupes avaient également découvert dans la grotte du bunker les corps de 13 citoyens turcs détenus par le PKK. L'Union des communautés du Kurdistan (KCK) a affirmé que l'opération terrestre turque n'aurait pas été possible sans l'autorisation ou le soutien du Parti démocratique du Kurdistan (PDK) au pouvoir au Kurdistan irakien. L'implication du PDK a été niée tant par le PDK que par le HPG.
Le ministère turc de la Défense a annoncé le 14 février 2021 que l'opération avait été "menée avec succès dans des conditions terrestres et climatiques difficiles", avec retour des forces turques dans leurs bases, et qu'un total de 48 combattants du PKK avaient été tués. 13 otages turcs et victimes d'enlèvement détenus par le PKK ont été retrouvés morts dans la grotte, dont 12 ont été abattus à la tête et un à l'épaule. Les deux prisonniers du PKK capturés par la Turquie ont affirmé que le PKK avait exécuté les prisonniers turcs au début de l'opération. Le gouvernement américain a d'abord hésité à accepter la position de la Turquie et a finalement déclaré que le PKK était responsable de la mort de ces captifs. Six soldats turcs et deux policiers qui ont été enlevés en 2015 et 2016 ont été identifiés parmi les prisonniers tués après des autopsies des corps dans la province de Malatya. Le personnel du renseignement turc a également été signalé parmi les morts. Le PKK a nié avoir exécuté les otages et les victimes d'enlèvement et a prétendu qu'ils étaient morts pendant les affrontements. Sur la carte annoncée par l'état-major général (en), le croquis de la grotte du bunker où les otages étaient gardés était exposé.
Selon la carte, la section des prisonniers située au fond de la grotte était protégée par des portes en acier et des barres de fer. Lorsque les soldats ont exploré le secteur, ils ont observé que les captifs avaient été tués. Les sources de la sécurité turque ont donné les informations suivantes sur les armes et les munitions saisies dans la grotte que l'organisation a utilisée comme prison et abri bunkerisé : "2 roquettes antichar RPG 7 d'origine américaine et russe, 2 Biksi russes ou chinoises (mitrailleuse Kalachnikov) 1 fusil Kalachnikov d'origine russe, 1 arme de sniper Zagros-2, 1 M16 A2 d'origine américaine, un fusil d'infanterie modèle Carabine 727, un missile de défense aérienne 8x 30 stinger, 1 lunette de vision nocturne thermique, 1 lunettes de vision nocturne, une jumelle de poche 8 × 24 à visée diurne, 1 kit de harnais (outil utilisé dans l'entretien des armes), 1 pièce de visée diurne pistolet, 1 élément de Kestrel (appareil utilisé par les tireurs d'élite pour mesurer le vent), 1 calculatrice et 1 radio portative de raccourci YAHESU (en).

## Conséquences
Le Directeur des médias de la présidence turque Fahrettin Altun a promis de "chasser tous les terroristes cachés dans leurs grottes et maisons sécurisées" et d'exiger une vengeance "douloureuse" et une justice "rapide" à l'issue de l'opération. Lui et le porte-parole de la présidence İbrahim Kalın (en) ont condamné le manque de réponse du monde occidental et le ministre de l'Intérieur Süleyman Soylu a menacé de déchirer le chef du PKK Murat Karayılan "en mille morceaux".
Pendant ce temps, le Parti démocratique du peuple pro-kurde (HDP) a exprimé ses condoléances aux personnes tuées lors de l'opération et a exhorté le PKK à libérer ses prisonniers restants. Le bureau du procureur général d'Ankara a ouvert des enquêtes sur les députés du HDP Hüda Kaya et Omer Faruk Gergerlioglu et d'autres qui ont affirmé que les prisonniers avaient été tués par les bombardements turcs et ceux qui ont partagé des vidéos de ces prisonniers.
Le principal parti d'opposition, le Parti populaire républicain (CHP), kémaliste, a déclaré qu'Erdoğan avait causé la mort et l'échec des forces turques et qu'Erdoğan n'avait pas pacifiquement appelé à leur libération, qualifiant l'opération de "gâchis". Président général du CHP, Kemal Kılıçdaroğlu a déclaré qu'Erdoğan était à l'origine de l'échec, affirmant que "normalement quelqu'un devrait prendre ses responsabilités et démissionner. Vous allez sauver des otages et ils meurent. La personne responsable de nos 13 martyrs est Recep Tayyip Erdoğan."